# Communauté de communes Ardre et Vesle
Die Communauté de communes Ardre et Vesle ist ein ehemaliger französischer Gemeindeverband (Communauté de communes) im Département Marne und der Region Champagne-Ardenne. Er wurde am 8. Dezember 1997 gegründet.
Mit Wirkung vom 1. Januar 2014 fusionierte der Gemeindeverband mit der Communauté de communes des Deux Vallées du Canton de Fismes und bildete so die neue Communauté de communes Fismes Ardre et Vesle.

## Ehemalige Mitgliedsgemeinden
- Baslieux-lès-Fismes
- Bouvancourt
- Breuil
- Courlandon
- Hourges
- Magneux
- Montigny-sur-Vesle
- Prouilly
- Romain
- Unchair
- Vandeuil